# グラム・ハイダル・ラスリ
グラム・ハイダル・ラスリ（غـلام حـيدر رسـولي、Ghulam Haidar Rasuli、1919年 - 1978年4月）は、アフガニスタンの政治家、軍人。大将。ムハンマド・ダーウード政権の参謀総長（1975年 - 1977年）、国防相（1977年 - 1978年）。

## 経歴
ルスタク市出身。パシュトゥーン人、ムハマッディ氏族。父のグラム・ラスールは、カンダハールの長官だった。1933年、陸軍幼年学校を卒業。
- 1946年～1954年 - カーブル守備隊の騎兵将校
- 1954年～1956年 - ジャラーラーバード守備隊に勤務
- 1956年～1958年 - インドの軍学校に研修
- 1958年～1960年 - マザーリシャリーフ守備隊参謀長
- 1960年～1964年 - プリ・フムリで勤務
- 1964年～1966年 - ガルデゼで勤務
- 1966年 - 国防省召集局長、中佐。

間もなく、ダーウードの支持者として、陰謀への関与を疑われ、退役させられる。
1973年、ダーウードの軍事クーデターに参加し、少将に昇進する。同年、中央軍団司令官。1975年、参謀総長。1977年、国防相に就任し、大将に昇進。
1978年の四月革命時、反乱軍により殺害。

## パーソナル
妻帯、7児を有した。妻は、農業相アダラト・ハーンの娘。